# Berufsrevolutionär
Berufsrevolutionär bezeichnet in der innermarxistischen Diskussion einen – nicht notwendig in marxistischer Theorie hochqualifizierten – Anhänger einer kommunistischen Bewegung, der sein Leben der Vorbereitung der proletarischen Revolution in einem Land oder der ganzen Welt widmet. Von ihm wird verlangt, diesem Ziel alle seine anderen Ziele und Bindungen unterzuordnen, seinen Einsatzort auf Order der Partei zu wechseln etc. Prägend für die Idee des Berufsrevolutionärs waren Tschernyschewskis Roman  Was tun?, nach dem Lenin seine gleichnamige Programmschrift benannte, sowie der nihilistische Revolutionäre Katechismus von Sergei Gennadijewitsch Netschajew. Die letztere Schrift erlebte in den radikalen Bewegungen der 1960er und 1970er Jahre eine Renaissance.

## Leninistische Anwendung des Begriffs
Der Begriff stützt sich im Wesentlichen auf Lenins Revolutionstheorie, wie er sie 1902 in seiner Programmschrift Was tun? Brennende Fragen unserer Bewegung entwickelt hat. Lenin entwickelte dabei den Ansatz, dass auch in Ländern, in denen die proletarische Revolution noch nicht ‚herangereift‘ sei (z. B., weil diese Länder noch nicht einmal eine „bürgerliche [kapitalistische] Revolution“ durchgemacht hätten), diese Revolution des Proletariats durch eine Kaderpartei von Berufsrevolutionären erfolgreich durchgeführt werden könne. Im Auge hatte er dabei das Russische Reich. (Siehe auch Leninismus.)
1930 nahm Bertolt Brecht in seinem Stück Die Maßnahme einen an seiner Aufgabe scheiternden Berufsrevolutionär zum Helden.

## Andere Anwendungen des Begriffs
Von nichtmarxistischer Seite wird der Begriff unterschiedlich verwandt:
- konstatierend in der Politikwissenschaft, um Revolutionäre zu bezeichnen, die dann auch andere (bäuerliche, bürgerliche, nationale) Revolutionen als die des Proletariats zu ihrem Lebensinhalt gemacht haben oder machen,
- abwertend oft in der politischen Polemik, wobei meist die Engstirnigkeit bzw. die anscheinende Unfähigkeit eines „Berufsrevolutionärs“ betont wird, sich mit irgendeiner anderen Tätigkeit seinen Lebensunterhalt zu verdienen.

## Quelle
- marxists.org - Kapitel: Who are the professional revolutionists?

Siehe auch
- Beruf, Kader